# Jacques Monod
Jacques Monod (čitaj: Žak Môn'o; Pariz, 9. veljače 1910. – Cannes, 31. svibnja 1976.), francuski bio je biolog i filozofski pisac.
Dobitnik Nobelove nagrade za medicinu 1965. godine. U knjizi Slučaj i nužnost (1970.) razmatra posljedice novovjekovnih znanosti, osobito biologije (genetika i evolucija) na religiju, etiku i društvo.
Bio je također dobar glazbenik. Za vrijeme drugog svjetskog rata sudjelovao je u francuskom pokretu otpora (Forces Françaises de l'Interieur).

## Kratki pregled znanstvenog rada
Od 1941. godine radi na Pasteurovu institutu u Parizu. Od 1959. je profesor na Collège de France. Najprije ispituje kinetiku rasta bakterijskih populacija; utvrdivši neke činjenice biometrijskog reda, prelazi na područje enzimologije i istražuje elementarne biokemijske mehanizme. Na kulturama Escherichia coli otkriva fenomen dvostrukog rasta, koji naziva diaxia. U suradnji s F. Jacobom formulira hipotezu o tzv. genetičkoj djelatnoj cjelini (operon). Potkrepljuje teoriju indukcije na genetskoj razini kao inhibiciju represora. Proučava sustave enzima regulatora te opisuje interakcije stereospecifičnih receptora smještenih na površini proteinskih molekula, koje naziva alosterički efektori.
Za spomenute pionirske radove na području proučavanja genetičkog upravljanja sintezom enzima dobiva 1965. Nobelovu nagradu za medicinu i fiziologiju, zajedno s Andréom Lwoflom i Françoisom Jacobom .

## Monodova filozofija znanosti
Godine 1970. Monod je objavio knjigu Le hasard et la nécessité (Slučaj i nužnost), s podnaslovom "Ogled o prirodnoj filozofiji moderne biologije". Prijevod na srpski objavljen je u Bogradu 1983. g. Dajemo opsežan prikaz Monodovi teza; citati iz srpskog prijevoda su ijekavizirani. Stranice su označene prema srpskom izdanju.
Monod se ne ograničava na relativno skromnu i usku temu koju podnaslov sugerira. On u širokim potezima piše o povijesti ideja, pretendirajući na epohalni značaj one "prirodne filozofije" koja je jedina moguća na temelju razvoja modernih prirodnih znanosti u cjelini. Njezine posljedice dovode do radikalnog raskida koji je vladao cijelom poviješću čovječanstva.

### Slučajnost i nužnost
Svoju knjigu započinje Monod kritikom misaonog stava koji naziva animizam, primjenjujući taj pojam znatno šire nego što je to uobičajeno.  Animizam za Monoda nije naprosto "vjerovanje da sve stvari, biljke i životinje imaju dušu" (definicija koju daje Hrvatski enciklopedijski rječnik, čime se taj pojam ograničava samo na neke primitivne religijske, te neke filozofske koncepcije. Animizmom Monod naziva svako promatranje prirode po analogiji s ljudskom dušom. Time čovjek vrši projekciju svijesti, volje, uma u prirodu koja nas okružuje.
Ovaj pak postupak nije svojstven samo nekim svjetonazorima. Monod smatra da je tako shvaćeni animizam opća karakteristika cjelokupne ljudske misli, od paleolitika do modernog doba, uz samo jedan izuzetak. Animistička projekcija daje čovjeku osjećaj sigurnosti, kujući savez između prirode i čovjeka. Animizam ima mnogo različitih varijanti, pa zbog toga to jedinstvo nije do sada bilo uočeno.
Spomenuti je izuzetak moderna znanosti, kako se razvija u posljednjih nekoliko stoljeća, koja se zasniva na "'postulatu (načelu) objektivnosti'": Ne projicirajmo sebe u prirodu oko nas, promatrajmo je kakva jest!. »Priroda je objektivna, a ne projektivna.« (str. 31) Njeni su rezultati toliko izvanredni, da nas vode do spoznaje da animističku tradiciju, koja još uvijek dominira ljudskim predodžbama, treba potpuno i bez ostatka odbaciti. Znanost je već raskinula animistički savez, ali ljudi i dalje žude da ga obnove. Zato popularne postaju razne iracionalističke filozofije.
»Potičući iz djetinjeg doba čovječanstva, animističke teorije, možda starije od pojave Homo sapiensa, imaju duboke i žilave korijene još i danas, u duši modernog čovjeka. (...) Suštinski postupak animizma (...) sastoji se u jednoj projekciji, u neživu prirodu, čovjekove svijesti o intenzivno svrsishodnom funkcioniranju vlastitog središnjeg živčanog sustava. (...) Primitivni animizam formulirao je tu hipotezu sasvim naivno, iskreno i precizno, ispunjavajući tako prirodu ljupkim ili strašnim mitovima koji su stoljećima davali teme umjetnosti i pjesništvu. (...) Između Prirode i Čovjeka animizam je uspostavio čvrst savez izvan kojega, izgleda, postoji samo zastrašujuća samoća. Treba li prekinuti tu vezu zato što to nalaže postulat objektivnosti? Povijest ideja, počevši od XVII. stoljeća, svjedoči o naporima koje su neštedimice ulagali najveći umovi da bi izbjegli rascjep i ponovno iskovali kariku "starog saveza".« (Monoe, str. 57-58)
Jedan suvremeni oblik animizma su vitalističke teorije, među kojima Monod osobito ističe filozofiju Henrija Bergsona, koja je imala ogroman intelektualni utjecaj. U doba moje mladosti (tj. između prvog i drugog svjetskog rata, u Francuskoj), navodi Monod, niste mogli položiti maturu ako ne pročitate Spontanu evoluciju (glavno Bergsonovo djelo). Bergson pripisuje životu ne-finalistički "polet" (élan vital), koji se ne može racionalno shvatiti; nasuprot intelektu, da bi se shvatio "polet", potrebno je gajiti ne-racionalnu "intuiciju" (ili "instinkt", kako Bergson također kaže).
Bergsonova je filozofija, kaže Monod, izraz pobune protiv racionalnosti, koja je snažno aktualna i u doba kada on piše svoju knjigu (1970., dvije godine nakon velikih studentskih nemira u Parizu). »Svjesna ili nesvjesna pobuna protiv racionalnog, poštovanje koje se ukazuje Id-u nauštrb Ego-a, sve su to oznake našeg vremena (o stvaralačkoj spontanosti da i ne govorimo).« (str. 54)
Drugi primjer vrlo utjecajnog mislioca animističke (vitalističke) orijentacije je filozof i teolog Teilhard de Chardin. Njegova biološka filozofija, smatra Monod, znanstveno je posve neutemeljena i ne bi zasluživala nikakvu pažnju »da nije bilo nevjerojatnog uspjeha čak i u znanstvenim krugovima - uspjeha koji svjedoči o strepnji, o potrebi da se obnovi savez. (...) da se opet nađe stari aniministički savez s prirodom.« (str. 58-59)
No, težnja da se obnovi "animistički savez" prisutna je i kod mislilaca izrazito orijentiranih na racionalno i na "ego" (jastvo), koji inače u svojim idejama oprečni Bergsonu i Chardenu. Ta težnja prisutna je i u "'scijentističkom progresizmu'" XIX. stoljeća, čiji su zastupnici Herbert Spencer, Karl Marx i Friedrich Engels. Zajednička točka u tako raznolikim razmišljanjima, i osnova njihovih pogrešaka, jest »antropocentristička iluzija« (str. 67), odnosno nastojanje, da se cijeli svijet shvati prema čovjekovoj mjeri. Monod definira antropocentrizam, kao i animizam mnogo šire nego što je to uobičajeno.
Scijentistički progresizam promovirao je mit o univerzalnoj znanosti, baziranoj na nekoliko općih zakona, čijom je spoznajom, navodno, moguće objasniti sva zbivanja u svemiru. Nakon što je Darwinova teorija evolucije iz prirodnoga svijeta definitivno izbacila Boga kao aktivnog sudionika, pojavio se marksistički dijalektički materijalizam, s pretenzijom da predstavlja ostvarenje takve univerzalne znanosti. Dalji razvoj znanosti, međutim, doveo je do erozije i tog mita. »Trebalo je sačekati drugu polovicu 20. stoljeća da bi nova antropocentrička opsjena nakalemljena na teoriju evolucije također iščezla.« (str. 68)
Možemo zaključiti, nastavlja Monod, da ne samo da je "animistički savez" napretkom znanosti raskinut, nego i da je njegova obnova načelno nemoguća. Postojanje i svojstva biosfere nikada se ne mogu deducirati iz općih zakona. »Biosfera ne sadrži neku predvidljivu klasu predmeta ili fenomena, nego predstavlja jedinstven događaj.« (str. 68-69) Postojanje biosfere (tj. života uopće) se na temelju općih zakona može objasniti, ali ne i predvidjeti. »O jednom jedinstvenom događaju znanost ne može ništa reći, niti može s njim išta učiniti. Može "raspravljati" samo o događajima koji čine jednu klasu, i čija je vjerojatnoća a priori konačna, ma koliko mala bila.« (175)
Dalje Monod raspravlja o prirodi znanosti. Znanost je kritično istraživanje, za koju ništa ne vrijedi "a priori", tj. ispred i mimo iskustva, osim »postulata objektivnosti«. (str. 129) Znanost traga za onim što u promjenljivosti pojava ostaje stalno, nepromjenljivo odnosno invarijantno; svi zakoni koje znanost formulira imaju oblik nekih zakona održanja i simetrije. »Osnovna strategija znanosti prilikom analiziranja pojava jeste otkriće invarijanti.«  (Str. 130)
U biologiji, osnovna invarijanta je gen. (Str. 134) Međutim, kvantna fizika dovodi do uvida da gen ne može ostati posve nepromjenljiv; simetrije se krše. »Fizika nas uči da (...) svaki mikroskopski entitet mora doživjeti perturbacije kvantnog reda, čija će akumulacija, u nekom makroskopskom sistemu, promijeniti njegovu strukturu, postepeno ali neizbježno.« (str. 140)
Tako se opći zakoni na kraju rastaču u neodređenostima, prema Heisenbergovom načelu neodređenosti. Živa bića ne mogu izbjeći posljedicama zakona kvantnih perturberacija. U genima se pojavljuju mutacije, koje su kvantni događaji, u svojoj biti nepredvidljivi.
Tu Monod dolazi do temeljne teze knjige, ključne za njegovu filozofiju moderne biologije: evolucija vrsta, pa tako i nastanak čovjeka, rezultat je čiste, slijepe slučajnosti; ne samo da suvremena biologija dolazi do tog uvida, nego je svaka drugačija teza načelno nemoguća. »Kažemo da su te promjene slučajne, da su se desile nasumce. A pošto su one jedini mogući izvor modifikacija genetičkog teksta, jedini čuvar, sa svoje strane, nasljednih struktura organizma, nužno proizlazi da se slučajnost jedina nalazi na početku svake novine, svakog stvaranja u biosferi. Čista slučajnost, samo slučajnost, potpuna ali slijepa sloboda, u temelju čak i izvanrednog zdanja evolucije - ova središnja postavka moderne biologije danas više nije samo jedna hipoteza među ostalima, mogućim ili bar zamislivim. Ona je jedina  zamisliva, kao jedina saglasljiva s činjenicama promatranja i istraživanja. I ništa ne dozvoljava pretpostavku (ili nadu) da će naša shvaćanja o ovom pitanju morati - pa čak i moći - biti preispitana.« (str. 142)
Mutacije su česte: u tadašnjoj ljudskoj populaciji, od tri milijarde, ima sto do tisuću milijardi mutacija u svakoj generaciji. (str. 151-152) Tako stabilnost vrsta izgleda zapravo čudnija od evolucije. Evolucija je zasnovana na posve slučajnim promjenama, koje se događaju zahvaljujući nesavršenosti mehanizma koji osigurava stalnost vrste.
Ova otkrića, kaže Monod, predstavljaju krunu tri stoljeća razvoja modernih znanosti. Molekularna biologija je razjašnjenjem genetskog koda 1950-ih i 1960-ih godina dovršila rad suvremene znanosti, koja, slijedeći načelo objektivnosti, od XVII. stoljeća potkopava animističke (antropocentričke) zablude. Na tom je putu znanost postepeno srušila sve verzije animizma, pokazujući da su zasnovani na mitovima koji ne mogu izdržati objektivno preispitivanje.
Monodova tvrdnja da znanost ne može predvidjeti nastanak života, koji je jedinstven događaj, kao ni pojedinačne evolucijske skokove, na prvi je pogled slična argumentu kršćanskih fundamentalista da teorija evolucije ne može objasniti život; teorija inteligentnog dizajna (termin koji se pojavljuje od 1980-ih godina, umjesto ranije "kreacionistička znanost") u tome traži uporište za tezu o svrhovitosti (teleonomiji) u prirodi, odnosno za Božju intervenciju.
Međutim Monodov je zaključak dijametralno suprotan: znanost je definitivno došla do zaključka da u prirodi nema nikakve teleonomije, iako su sve do novijeg doba mnogi znanstvenici u nju vjerovali, uključujući i teoretičare evolucije. Postojanje života, kao i postojanje čovjeka, proizvod je puke slučajnosti, a ne neke namjere ili zakonitosti.
Zbog spoznaje o pukoj slučajnosti svoje egzistencije, čovjek više nije "ukorijenjen" u prirodi oko sebe; sa svojom svijesti o sebi, on stoji nasuprot prirodi usamljen. Za »intenzivno teleonomska bića« kakva smo mi ova je istina teško prihvatljiva. Čovjek žudi svijetu pripisati smisao, žudi za objašnjenjima svijeta koja će mu dati »mjesto u jednoj imanentnoj sudbini, u kojoj nestaje njegovog straha« (str. 196), straha koji je »tvorac svih mitova, svih religija, svih filozofija, pa i same znanosti.« (str. 197) Otuda brojni pokušaji spašavanja animističkih teorija; ali oni su nužno osuđeni na neuspjeh.
U današnjem svijetu (tj. 1970., kada Monod piše, ali jednako je i danas) prijete nam neodložne i ozbiljne prijetnje izazvane znanstvenim napretkom, napretkom ideja i znanja. Takva je prijetnja, kaže Monod, hidrogenska bomba, ali u još većoj mjeri suvremeno zlo duše, uzrokovano rušenjem navika mišljenja (tj. animizma) koje traju od početka postojanja roda "homo". Zlo duše »je izazvano, i stalno pogoršavano, najvećim preokretom u idejnoj evoluciji. Izvanredni razvitak znanja od pre tri stoljeća prisiljava danas čovjeka na bolnu reviziju onog već desetinama tisuća godina ukorijenjenog shvaćanja koje je imao o sebi i svojem odnosu prema svemiru. Međutim, sve to - i zlo duše i moć hidrogenskih bombi - dolazi nam od jedne jednostavne ideje: priroda je objektivna, istinitost spoznaje ne može potjecati iz drugog izvora osim iz sustavnog suočavanja logike i iskustva.« (str. 195)
Gotovo je neshvatljivo da nam je trebalo toliko mnogo vremena da dođemo do ovog shvaćanja, po Monodu »tako jednostavnog i jasnog«. »Ako Čovjek prihvati ovu poruku u njenom potpunom značenju, mora se najzad probuditi iz svoga milijun godina dugog sna, da bi otkrio kako je u osnovi tuđinac.« (str. 202)
Shvatiti da si "tuđinac" posljedica je ideje objektivne spoznaje; to se drastično protivi navedenoj duševnoj potrebi čovjeka, pa nije čudno da nam je trebalo toliko vremena da dođemo do te »stroge i hladne ideje« (str. 200). Ona nije šire prihvaćena sve do danas, i mogli bismo je zanemariti, kada se ne bi nametala svojom »nevjerojatnom moći funkcioniranja.« (str. 200) Došlo je do drastične nesuglsnosti između neminovnih zaključaka znanosti, one "stroge i hladne ideje", i ideja koje još uvijek prevladavaju u kulturi, koje čine "odvratnu smjesu". Znanost je našla svoje mjesto u društvu, u praksi, ali ne i u dušama. »Suvremena društva izgrađena su na znanosti. Ona joj duguju svoje bogatstvo, svoju moć, uvjerenje da će još mnogo veća bogatsva i veće moći biti sutra dostupne Čovjeku, ako on to želi. (...) Naoružana svim snagama, uživajući u svim bogatstvima koja duguju Znanosti, naša društva još pokušavaju živjeti i propovijedati sisteme vrednota koji su već uništeni, u temelju. (...) "Liberalna" društva Zapada još uvijek propovijedaju, na pola usta, kao osnovicu svoga morala neku odvratnu smjesu judeo-kršćanske pobožnosti, scijentističkog progresizma, vjere u čovjekova "prirodna" prava, i utilitarističkog pragmatizma.« (str. 200-201) Kako liberalni, tako i marksistički sistemi imaju korijene u animizmu, i neprijateljski su prema nauci, »koju žele iskoristiti, a ne da je poštuju i da joj služe.« (str. 201)
Spomenuto "zlo duše" nema svoj uzrok u znanosti i njenim dostignućima, nego u odbijanju da se njeni neizbježni zaključci prihvate. »Zlo suvremene duše jeste ta laž, koja leži u osnovi moralnog i društvenog bića.« (str. 202) Rasprava o atomskoj bombi, ekološkim problemima, demografskoj eksploziji i sl. je »površna rasprava, koja brka znake bolesti s njenim dubokim uzrocima.« (str. 202)
Povratak na staro nije moguć. Znanost nije moguće odbaciti, niti izbjeći njene konzekvence. »Suvremena društva, protkana znanošću, živeći od njenih proizvoda, postala su zavisna od nje kao narkoman od svoje droge. Ona svoju materijalnu moć duguju toj osnivačkoj etici spoznavanja, a svoju moralnu slabost sustavima vrednota, uništenim samom spoznajom, sistemima na koje se još pokušavaju pozivati. Ovo proturječje je smrtonosno. Ono je to koja dubi ponor što se sad otvara pred nama.« (str. 206-207)
Ljudska društva, da bi opstala, potrebuju neku etiku (ethos). Međutim, etika kakva je ranije postojala, povezana s animističkim razumijevanjem svijeta, više nije moguća. Postulat objektivnosti razbija animističku povezanost spoznaje i etike i isključuje etiku, koja je u biti ne-objektivna, iz područja spoznaje. Ali etika je potrebna i neizbježna. Spoznaja i etika ostaju združene u društvenoj akciji, a takva je akcija i samo izlaganje svojih misli. Svako izlaganje, da bi bilo »autentično« mora čuvati i objašnjavati razliku te dvije kategorije. (str. 205)
Međutim, uočava dalje Monod u svojim završnim razmatranjima, znanost se zapravo ne zasniva na sebi samoj; ona ne može biti potpuno dosljedno objektivna, isključujući svaku etičku odluku. Sama ta »prva zapovijed«, na kojoj se znanost zasniva (da se ne smiju brkati spoznaja i vrednote), nije i ne može biti nešto objektivno: to je jedno moralno pravilo. »Istinska spoznaja ne zna za vrednote, ali za njezino zasnivanje potreban je jedan sud, ili, bolje reći, jedan vrijednosni aksiom.« (str. 206)
Znanost ruši temelje dosadašnje etike, ali iz sebe same proizvodi i nudi jednu novu etiku, jedinu moguću u svijetu kojim znanost vlada; to je etika spoznaje To je, priznaje Monod, jedna »stroga, apstraktna, ohola etika« (str. 207) Ona ne pruža čovjeku objašnjenje za kojim žudi, objašnjenje njegovog položaja i uloge u svijetu; ali možda može zadovoljiti potrebu za transcedencijom, za idealom koji prevazilazi čovjeka.
Taj ideal je sama spoznaja, kojoj čovjek treba služiti, umjesto da se njome služi za druge svrhe. Znanost »određuje jednu transcendentalnu vrednotu, istinsku spoznaju, i predlaže čovjeku ne da se njome služi, nego da on njoj služi hotimično i svjesnim izborom. Međutim, ona je i jedan humanizam, jer u čovjeku poštuje tvorca i čuvara te transcedencije.” (str. 207)
Posebno, izraz je te etike u prihvaćanju čovjeka kao prirodnog, iako izuzetnog, bića. Etika spoznaje u čovjeku vidi životinju, »čudnu, ali dragocjenu«, dok su svi animistički sustavi, po Monodovom mišljenju, težili da zanemare, ponize ili obuzdaju biološkog čovjeka.
Dapače, nastavlja Monod razmatrajući društvene konzekvence vladavine znanosti, etika spoznaje je jedini istovremeno racionalan i idealistički stav na kojem bi se mogao izgraditi pravi socijalizam. (str. 208) »Ona nameće ustanove posvećene obrani, širenju, bogaćenju transcendentnog Carstva ideja, spoznaje, stvaralaštva. Carstva koje ispunjava čovjeka i u kome bi on, sve više oslobađan materijalnih pritisaka i lažnog robovanja koje nameće animizam, mogao najzad živjeti autentično, zaštićen ustanovama koje bi mu, videći u njemu istovremeno i podanika i tvorca Carstva, morale služiti u njegovoj najjednostavnijoj i najdragocjenijoj suštini.« (str. 209)
Monodova knjiga završava riječima: »Stari savez je raskinut; čovjek najzad zna da je sam u ravnodušnom beskraju Svemira, iz kojeg je slučajno izronio. Njegov zadatak, ništa više nego njegova sudbina, nigdje nije zapisan. Na njemu je da odabere između Carstva ideja i Carstva tame.« (str. 210)

### Kritika: S onu stranu slučajnosti i nužnosti
Veliki znastvenik Ilya Prigogine, dobitnik Nobelove nagrade za kemiju 1977. g. (za razvoj teorije disipativnih struktura, povezane s modernom teorijom kaosa), svoju je knjigu Novi savez: Metamorfoza znanosti (napisanu 1979, zajedno s Isabelle Stengers), svjesno koncipirao kao polemiku s Monodovim tezama.
Sam naslov "Novi savez" odgovor je na Monodovu tezu da je "animistički savez" čovjeka i prirode raskinut i da novi nije moguć. Posljednje poglavlje njihove knjige nosi naslov Ponovo začarani svijet. Drevni animistički savez jest raskinut, ali u »avanturi da budemo ljudi« mogući su novi savezi, u kojima ima mjesta ne samo za Monodovu »strogu i hladnu ideju« objektivnosti, nego i za »poetično osluškivanje« prirode, u kojem se i priroda, kroz disipativne strukture ("deterministički kaos") pojavljuje kao produktivna i inventivna. (Prirogine i Stengers, str. 284-285) Moglo bi se reći, nasuprot Monodovoj formulaciji "načela objektivnosti" (»priroda je objektivna, a ne projektivna), da je i sama priroda, ipak, ponekad projektivna!

## Vanjske poveznice
- Biography of Jacques Monod at Nobel e-Museum  Arhivirana inačica izvorne stranice od 17. prosinca 2001. (Wayback Machine)
- Institut Jacques Monod  Arhivirana inačica izvorne stranice od 8. veljače 2006. (Wayback Machine)